# Límit inferior d'evidència
En els mètodes bayesians variacionals, el límit inferior d'evidència (sovint abreujat ELBO, també anomenat de vegades límit inferior variacional o energia lliure variacional negativa) és un límit inferior útil sobre la probabilitat logarítmica d'algunes dades observades.
L'ELBO és útil perquè proporciona una garantia en el pitjor dels casos per a la probabilitat logarítmica d'alguna distribució (p. ex. {\displaystyle p(X)} ) que modela un conjunt de dades. La probabilitat logarítmica real pot ser més alta (que indica un ajust encara millor a la distribució) perquè l'ELBO inclou un terme de divergència de Kullback-Leibler (divergència KL) que disminueix l'ELBO perquè una part interna del model és inexacta tot i un bon ajust del model en general. Així, millorar la puntuació ELBO indica o bé millorar la probabilitat del model {\displaystyle p(X)} o l'ajust d'un component intern al model, o tots dos, i la puntuació ELBO fa una bona funció de pèrdua, per exemple, per entrenar una xarxa neuronal profunda per millorar tant el model global com el component intern. (El component intern és {\displaystyle q_{\phi }(\cdot |x)}, definit amb detall més endavant en aquest article.)

## Definició
Deixa {\displaystyle X} i {\displaystyle Z} ser variables aleatòries, distribuïdes conjuntament amb la distribució {\displaystyle p_{\theta }}. Per exemple, {\displaystyle p_{\theta }(X)} és la distribució marginal de {\displaystyle X}, i {\displaystyle p_{\theta }(Z\mid X)} és la distribució condicional de {\displaystyle Z} donat {\displaystyle X}. Després, per a una mostra {\displaystyle x\sim p_{\text{data}}}, i qualsevol distribució {\displaystyle q_{\phi }}, l'ELBO es defineix com {\displaystyle L(\phi ,\theta ;x):=\mathbb {E} _{z\sim q_{\phi }(\cdot |x)}\left[\ln {\frac {p_{\theta }(x,z)}{q_{\phi }(z|x)}}\right].} L'ELBO es pot escriure de manera equivalent com
{\displaystyle {\begin{aligned}L(\phi ,\theta ;x)=&\mathbb {E} _{z\sim q_{\phi }(\cdot |x)}\left[\ln {}p_{\theta }(x,z)\right]+H[q_{\phi }(z|x)]\\=&\mathbb {\ln } {}\,p_{\theta }(x)-D_{KL}(q_{\phi }(z|x)||p_{\theta }(z|x)).\\\end{aligned}}}A la primera línia,
{\displaystyle H[q_{\phi }(z|x)]} és l'entropia de {\displaystyle q_{\phi }}, que relaciona l'ELBO amb l'energia lliure de Helmholtz. A la segona línia, {\displaystyle \ln p_{\theta }(x)} s'anomena l'evidència {\displaystyle x}, i {\displaystyle D_{KL}(q_{\phi }(z|x)||p_{\theta }(z|x))} és la divergència entre Kullback-Leibler {\displaystyle q_{\phi }} i {\displaystyle p_{\theta }}. Com que la divergència de Kullback-Leibler no és negativa, {\displaystyle L(\phi ,\theta ;x)} forma un límit inferior de l'evidència (desigualtat ELBO){\displaystyle \ln p_{\theta }(x)\geq \mathbb {\mathbb {E} } _{z\sim q_{\phi }(\cdot |x)}\left[\ln {\frac {p_{\theta }(x,z)}{q_{\phi }(z\vert x)}}\right].}

## Motivació

### Inferència Bayesiana variacional
Suposem que tenim una variable aleatòria observable {\displaystyle X}, i volem trobar la seva veritable distribució {\displaystyle p^{*}}. Això ens permetria generar dades mitjançant mostreig i estimar probabilitats d'esdeveniments futurs. En general, és impossible de trobar {\displaystyle p^{*}} exactament, ens obliga a buscar una bona aproximació.
És a dir, definim una família paramètrica prou gran {\displaystyle \{p_{\theta }\}_{\theta \in \Theta }} de distribucions, després resol-ho {\displaystyle \min _{\theta }L(p_{\theta },p^{*})} per a alguna funció de pèrdua {\displaystyle L}. Una possible manera de resoldre això és considerant una petita variació de {\displaystyle p_{\theta }} a {\displaystyle p_{\theta +\delta \theta }}, i resol {\displaystyle L(p_{\theta },p^{*})-L(p_{\theta +\delta \theta },p^{*})=0}. Aquest és un problema en el càlcul de variacions, per això s'anomena mètode variacional.
Com que no hi ha moltes famílies de distribucions parametritzades explícitament (totes les famílies de distribucions clàssiques, com ara la distribució normal, la distribució de Gumbel, etc., són massa simplistes per modelar la distribució real), considerem distribucions de probabilitat parametritzades implícitament :
- Primer, definiu una distribució senzilla {\displaystyle p(z)} sobre una variable aleatòria latent {\displaystyle Z}. Normalment n'hi ha prou amb una distribució normal o una distribució uniforme.
- A continuació, definiu una família de funcions complicades {\displaystyle f_{\theta }} (com ara una xarxa neuronal profunda) parametritzat per {\displaystyle \theta }.
- Finalment, definiu una manera de convertir qualsevol {\displaystyle f_{\theta }(z)} en una distribució (en general també senzilla, però no relacionada amb {\displaystyle p(z)} ) sobre la variable aleatòria observable {\displaystyle X}. Per exemple, deixeu {\displaystyle f_{\theta }(z)=(f_{1}(z),f_{2}(z))} tenir dues sortides, llavors podem definir la distribució corresponent {\displaystyle X} que sigui la distribució normal {\displaystyle {\mathcal {N}}(f_{1}(z),e^{f_{2}(z)})}.

Això defineix una família de distribucions conjuntes {\displaystyle p_{\theta }} acabat {\displaystyle (X,Z)}. És molt fàcil de provar {\displaystyle (x,z)\sim p_{\theta }} : simplement mostra {\displaystyle z\sim p}, després calcula {\displaystyle f_{\theta }(z)}, i finalment mostra {\displaystyle x\sim p_{\theta }(\cdot |z)} utilitzant {\displaystyle f_{\theta }(z)}.
En altres paraules, tenim un model generatiu tant per a allò observable com per a allò latent. Ara, considerem una distribució {\displaystyle p_{\theta }} bé, si és una aproximació propera a {\displaystyle p^{*}} : {\displaystyle p_{\theta }(X)\approx p^{*}(X)} ja que la distribució del costat dret s'ha acabat {\displaystyle X} només, la distribució del costat esquerre ha de marginar la variable latent {\displaystyle Z} lluny.
En general, és impossible realitzar la integral {\displaystyle p_{\theta }(x)=\int p_{\theta }(x|z)p(z)dz}, que ens obliga a fer una altra aproximació.
Des que {\displaystyle p_{\theta }(x)={\frac {p_{\theta }(x|z)p(z)}{p_{\theta }(z|x)}}} (Regla de Bayes), n'hi ha prou amb trobar una bona aproximació de {\displaystyle p_{\theta }(z|x)}. Així que definiu una altra família de distribució {\displaystyle q_{\phi }(z|x)} i utilitzar-lo per aproximar-lo {\displaystyle p_{\theta }(z|x)}. Aquest és un model discriminatiu per als latents.
Tota la situació es resumeix a la taula següent:
| {\displaystyle X} : observable                                                                                     | {\displaystyle X,Z}                          | {\displaystyle Z} : latent               |
| --- | -------------------------------------------- | ---------------------------------------- |
| {\displaystyle p^{*}(x)\approx p_{\theta }(x)\approx {\frac {p_{\theta }(x\|z)p(z)}{q_{\phi }(z\|x)}}} aproximable |                                              | {\displaystyle p(z)}, fàcil              |
| | {\displaystyle p_{\theta }(x\|z)p(z)}, fàcil |                                          |
| {\displaystyle p_{\theta }(z\|x)\approx q_{\phi }(z\|x)} aproximable                                               |                                              | {\displaystyle p_{\theta }(x\|z)}, fàcil |

En llengua bayesiana, {\displaystyle X} és l'evidència observada, i {\displaystyle Z} és el latent/no observat. La distribució {\displaystyle p} acabat {\displaystyle Z} és la distribució prèvia {\displaystyle Z}, {\displaystyle p_{\theta }(x|z)} és la funció de probabilitat, i {\displaystyle p_{\theta }(z|x)} és la distribució posterior {\displaystyle Z}.
Donada una observació {\displaystyle x}, podem inferir què {\displaystyle z} probablement va donar lloc a {\displaystyle x} mitjançant la informàtica {\displaystyle p_{\theta }(z|x)}. El mètode bayesià habitual és estimar la integral {\displaystyle p_{\theta }(x)=\int p_{\theta }(x|z)p(z)dz}, després calculeu per la regla de Bayes {\displaystyle p_{\theta }(z|x)={\frac {p_{\theta }(x|z)p(z)}{p_{\theta }(x)}}}. Això és car de realitzar en general, però si simplement podem trobar una bona aproximació {\displaystyle q_{\phi }(z|x)\approx p_{\theta }(z|x)} per a la majoria {\displaystyle x,z}, llavors podem inferir {\displaystyle z} des de {\displaystyle x} barat. Per tant, la recerca d'un bé {\displaystyle q_{\phi }} també s'anomena inferència amortitzada.
Amb tot, hem trobat un problema d' inferència bayesiana variacional.

### Derivació de l'ELBO
Un resultat bàsic de la inferència variacional és que minimitzar la divergència de Kullback-Leibler (divergència KL) és equivalent a maximitzar la probabilitat logarítmica: {\displaystyle \mathbb {E} _{x\sim p^{*}(x)}[\ln p_{\theta }(x)]=-H(p^{*})-D_{\mathit {KL}}(p^{*}(x)\|p_{\theta }(x))} on {\displaystyle H(p^{*})=-\mathbb {\mathbb {E} } _{x\sim p^{*}}[\ln p^{*}(x)]} és l'entropia de la distribució real. Així que si podem maximitzar {\displaystyle \mathbb {E} _{x\sim p^{*}(x)}[\ln p_{\theta }(x)]}, podem minimitzar {\displaystyle D_{\mathit {KL}}(p^{*}(x)\|p_{\theta }(x))}, i en conseqüència trobar una aproximació precisa {\displaystyle p_{\theta }\approx p^{*}}.
Per maximitzar {\displaystyle \mathbb {E} _{x\sim p^{*}(x)}[\ln p_{\theta }(x)]}, simplement mostrem molts {\displaystyle x_{i}\sim p^{*}(x)}, és a dir, utilitzar mostreig d'importància {\displaystyle N\max _{\theta }\mathbb {E} _{x\sim p^{*}(x)}[\ln p_{\theta }(x)]\approx \max _{\theta }\sum _{i}\ln p_{\theta }(x_{i})} on {\displaystyle N} és el nombre de mostres extretes de la distribució real. Aquesta aproximació es pot veure com un sobreajust. [ nota 1 ]
Per tal de maximitzar {\displaystyle \sum _{i}\ln p_{\theta }(x_{i})}, cal trobar {\displaystyle \ln p_{\theta }(x)} : {\displaystyle \ln p_{\theta }(x)=\ln \int p_{\theta }(x|z)p(z)dz} Normalment no té una forma tancada i s'ha d'estimar. La forma habitual d'estimar integrals és la integració de Monte Carlo amb mostreig d'importància : {\displaystyle \int p_{\theta }(x|z)p(z)dz=\mathbb {E} _{z\sim q_{\phi }(\cdot |x)}\left[{\frac {p_{\theta }(x,z)}{q_{\phi }(z|x)}}\right]} on {\displaystyle q_{\phi }(z|x)} és una distribució mostral sobre {\displaystyle z} que fem servir per realitzar la integració de Montecarlo.

### Maximització de l'ELBO
Per fix {\displaystyle x}, l'optimització {\displaystyle \max _{\theta ,\phi }L(\phi ,\theta ;x)} simultàniament intenta maximitzar {\displaystyle \ln p_{\theta }(x)} i minimitzar {\displaystyle D_{\mathit {KL}}(q_{\phi }(\cdot |x)\|p_{\theta }(\cdot |x))}. Si la parametrització per {\displaystyle p_{\theta }} i {\displaystyle q_{\phi }} són prou flexibles, n'obtindrem alguns {\displaystyle {\hat {\phi }},{\hat {\theta }}}, tal que tenim simultàniament
{\displaystyle \ln p_{\hat {\theta }}(x)\approx \max _{\theta }\ln p_{\theta }(x);\quad q_{\hat {\phi }}(\cdot |x)\approx p_{\hat {\theta }}(\cdot |x)} Des que {\displaystyle \mathbb {E} _{x\sim p^{*}(x)}[\ln p_{\theta }(x)]=-H(p^{*})-D_{\mathit {KL}}(p^{*}(x)\|p_{\theta }(x))} tenim {\displaystyle \ln p_{\hat {\theta }}(x)\approx \max _{\theta }-H(p^{*})-D_{\mathit {KL}}(p^{*}(x)\|p_{\theta }(x))} i així {\displaystyle {\hat {\theta }}\approx \arg \min D_{\mathit {KL}}(p^{*}(x)\|p_{\theta }(x))} És a dir, maximitzar l'ELBO simultàniament ens permetria obtenir un model generatiu precís {\displaystyle p_{\hat {\theta }}\approx p^{*}} i un model discriminatiu precís {\displaystyle q_{\hat {\phi }}(\cdot |x)\approx p_{\hat {\theta }}(\cdot |x)}.

## Formes principals
L'ELBO té moltes expressions possibles, cadascuna amb un èmfasi diferent.
{\displaystyle \mathbb {E} _{z\sim q_{\phi }(\cdot |x)}\left[\ln {\frac {p_{\theta }(x,z)}{q_{\phi }(z|x)}}\right]=\int q_{\phi }(z|x)\ln {\frac {p_{\theta }(x,z)}{q_{\phi }(z|x)}}dz}Aquesta forma mostra que si mostrem
{\displaystyle z\sim q_{\phi }(\cdot |x)}, doncs {\displaystyle \ln {\frac {p_{\theta }(x,z)}{q_{\phi }(z|x)}}} és un estimador no esbiaixat de l'ELBO.
{\displaystyle \ln p_{\theta }(x)-D_{\mathit {KL}}(q_{\phi }(\cdot |x)\;\|\;p_{\theta }(\cdot |x))}Aquest formulari mostra que l'ELBO és un límit inferior de l'evidència
{\displaystyle \ln p_{\theta }(x)}, i que maximitza l'ELBO respecte a {\displaystyle \phi } equival a minimitzar la divergència KL de {\displaystyle p_{\theta }(\cdot |x)} a {\displaystyle q_{\phi }(\cdot |x)}.
{\displaystyle \mathbb {E} _{z\sim q_{\phi }(\cdot |x)}[\ln p_{\theta }(x|z)]-D_{\mathit {KL}}(q_{\phi }(\cdot |x)\;\|\;p)}
Aquest formulari mostra que la maximització de l'ELBO intenta mantenir simultàniament {\displaystyle q_{\phi }(\cdot |x)} prop de {\displaystyle p} i concentrar-se {\displaystyle q_{\phi }(\cdot |x)} sobre aquells {\displaystyle z} que maximitza {\displaystyle \ln p_{\theta }(x|z)}. És a dir, la posterior aproximada {\displaystyle q_{\phi }(\cdot |x)} equilibris entre mantenir-se a prop de l'anterior {\displaystyle p} i avançant cap a la màxima probabilitat {\displaystyle \arg \max _{z}\ln p_{\theta }(x|z)}.